# Dopolavoro Piacenza Football Club 1926-1927
Questa pagina raccoglie le informazioni riguardanti il Piacenza Football Club nelle competizioni ufficiali della stagione 1926-1927.

## Stagione
Nella stagione 1926-1927 il Piacenza ha disputato il girone B del campionato di Seconda Divisione. Con 19 punti si è piazzato in quinta posizione di classifica. Il campionato è stato vinto dal Monza con 25 punti davanti alla Canottieri Lecco con 24 punti, entrambe promosse in Prima Divisione.

## Rosa
| N. |                   | Ruolo | Calciatore          |
| -- | ----------------- | ----- | ------------------- |
|    | Italia (bandiera) | A     | Francesco Ballerini |
|    | Italia (bandiera) | C     | Antonio Benassi     |
|    | Italia (bandiera) | C     | Giovanni Bergonzi   |
|    | Italia (bandiera) | A     | Mario Bernetti      |
|    | Italia (bandiera) | D     | Pietro Bolledi      |
|    | Italia (bandiera) | C     | Luigi Brizzi        |
|    | Italia (bandiera) | C     | Luigi Cella         |
|    | Italia (bandiera) | P     | Aroldo Corazza      |
|    | Italia (bandiera) | D     | Giulio Delmiglio    |
|    | Italia (bandiera) | C     | Aldo Gobbi          |

| N. |                   | Ruolo | Calciatore         |
| -- | ----------------- | ----- | ------------------ |
|    | Italia (bandiera) | A     | Giulio Loranzi     |
|    | Italia (bandiera) | C     | Carlo Malchiodi    |
|    | Italia (bandiera) | D     | Alfredo Massari    |
|    | Italia (bandiera) | P     | Giovanni Perfetti  |
|    | Italia (bandiera) | D     | Giuseppe Rapetti   |
|    | Italia (bandiera) | A     | Ettore Rinaldi     |
|    | Italia (bandiera) | C     | Antonio Rossetti   |
|    | Italia (bandiera) | C     | Renato Tammi       |
|    | Italia (bandiera) | D     | Giuseppe Vernaschi |
|    | Italia (bandiera) | A     | Ugo Zagni          |